# Hornberger Schießen

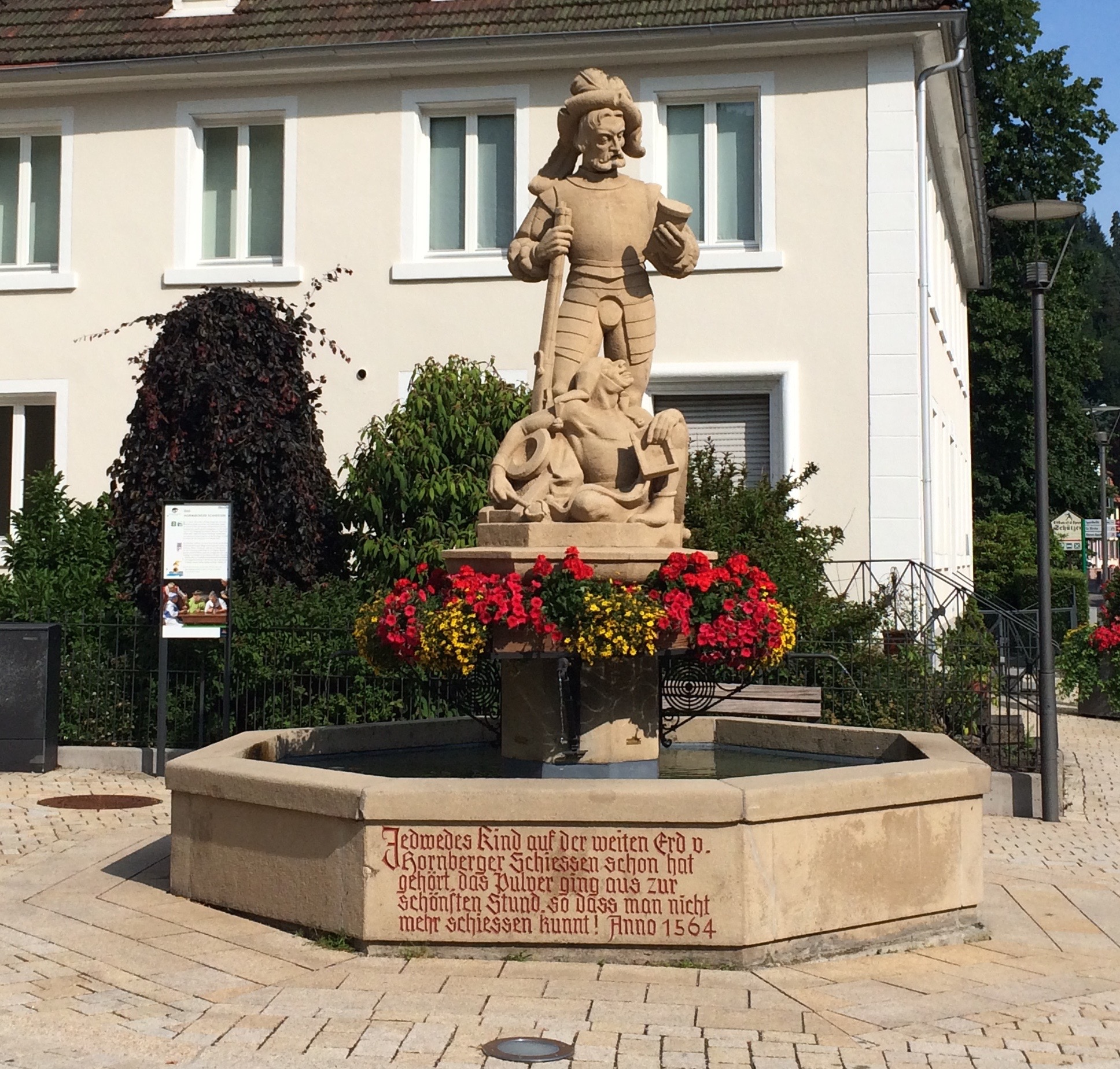
Stadtbrunnen von Hugo Knittel in Hornberg, Landsknecht und Narr weisen auf das Hornberger Schießen hin. Inschrift:
Jedwedes Kind auf der weiten Erd v.
Hornberger Schiessen schon hat
gehört, das Pulver ging aus zur
schönsten Stund, so dass man nicht
mehr schiessen kunnt! Anno 1564

Die Redewendung „Das geht aus wie das Hornberger Schießen“ wird gebraucht, wenn eine Angelegenheit mit großem Getöse angekündigt wird, aber dann nichts dabei herauskommt und sie ohne Ergebnis endet. Bei dem in der Redewendung genannten Ort handelt es sich möglicherweise um Hornberg im heutigen Baden-Württemberg, wo es allerdings fünf weitere gibt.

## Entstehung
Die Historiker sind sich darüber einig, dass die folgenden Begebenheiten und Erklärungsversuche der Redewendung nicht beweisbar sind, denn es gibt keinerlei Quellen für sie. Statt einer klaren etymologischen Herleitung ranken sich – wie in anderen Fällen auch – beim Hornberger Schießen zahlreiche Legenden um die Redewendung, wobei die beiden nachstehenden in einschlägigen Werken als besonders verbreitet gelten. Sie entstanden so gut wie sicher als nachträglich erfundene Erklärungserzählungen nach dem Prinzip, welches die Erzählforschung Ätiologie nennt.

### Herzogsbesuch

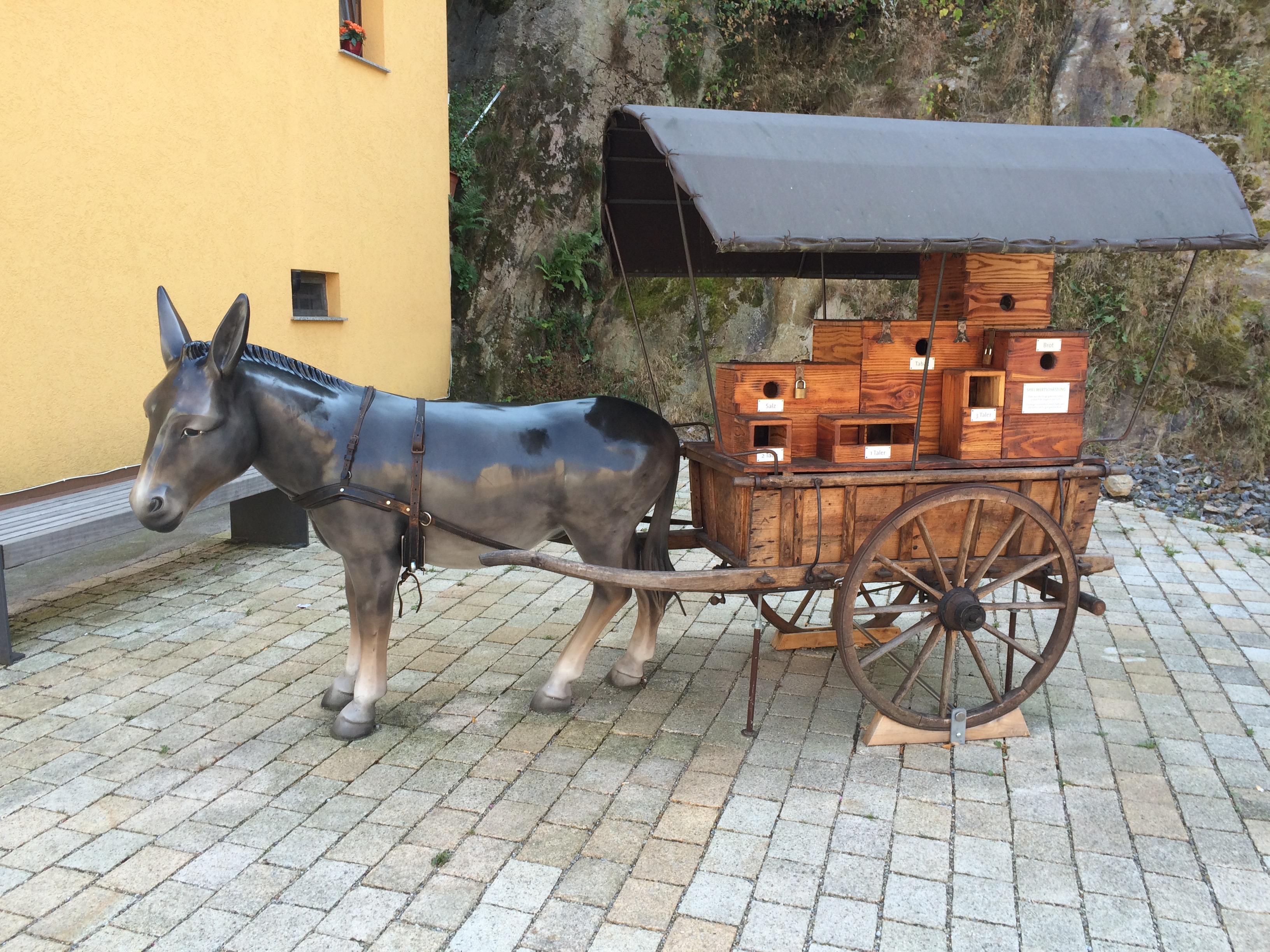
Krämerwagen

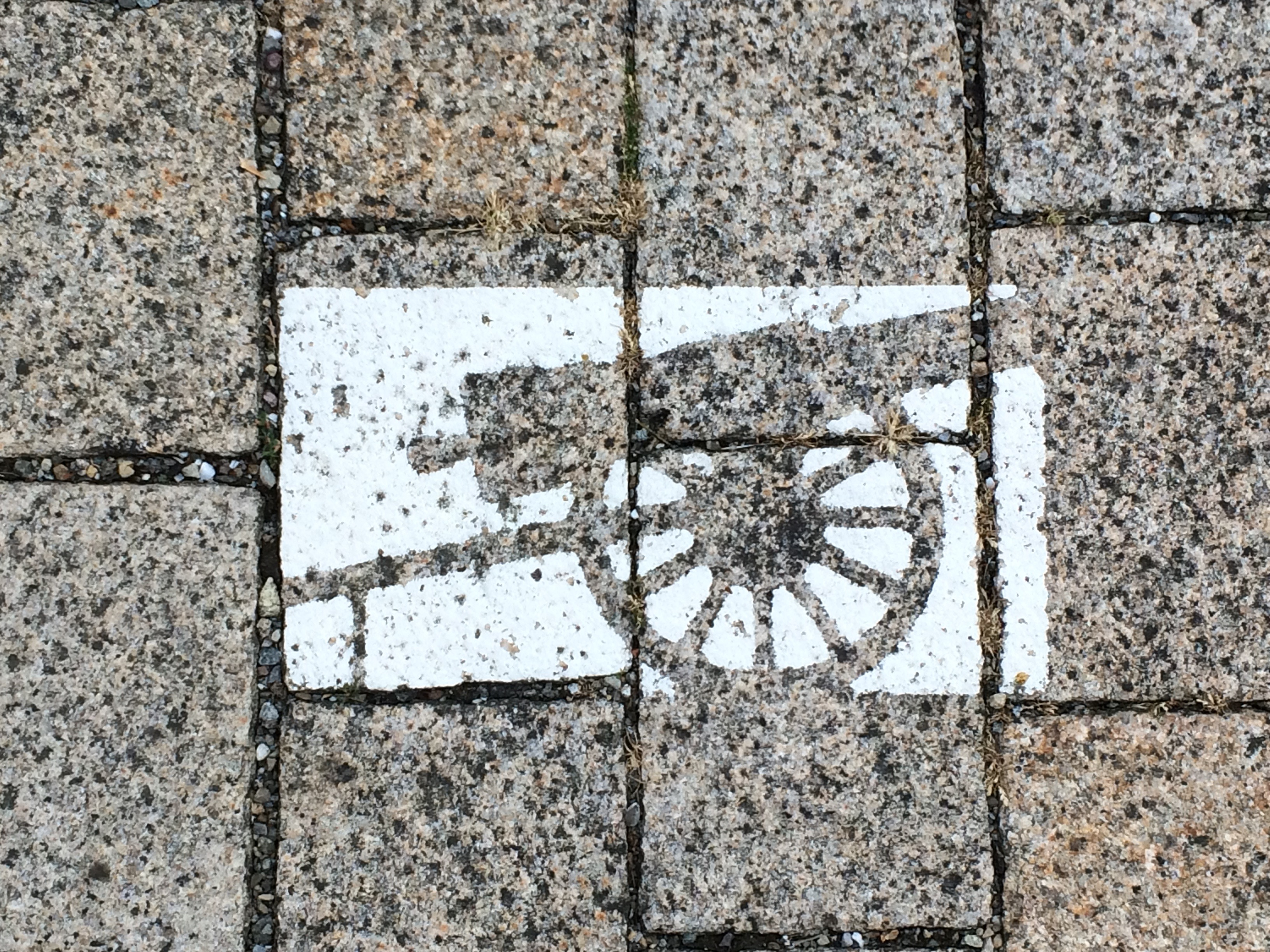
Kanone auf den Pflastersteinen als Werbung für das Theater

In Hornberg habe sich anno 1564 der Herzog Christoph von Württemberg angesagt. Dieser sollte mit Salutschüssen und allen Ehren empfangen werden. Als alles bereit war, näherte sich aus der Ferne eine große Staubwolke. Alle jubelten und die Kanonen donnerten, was das Zeug hielt. Doch die Staubwolke entpuppte sich nur als eine Postkutsche. Das Gleiche wiederholte sich, als ein Krämerkarren und noch etwas später eine Rinderherde auf die Stadt zukamen. Der Ausguck hatte jedes Mal falschen Alarm gegeben, und alles Pulver war verschossen, als der Herzog endlich kam. Einige Hornberger versuchten, durch Brüllen den Kanonendonner nachzuahmen. Manche Berichte taxieren den Herzogsbesuch auch auf das Ende des 17. Jahrhunderts.
Diese Version wird regelmäßig im Sommer auf der Freilichtbühne in Hornberg als volkstümliches Theaterstück aufgeführt.

### Angriff auf Hornberg
Der zweiten Version der Erklärung nach soll sich das Sprichwort auf ein Ereignis aus dem Jahr 1519 beziehen, als die Stadt von den benachbarten Villingern angegriffen wurde. Die Hornberger sollen in kurzer Zeit ihre Munition verschossen haben, so dass die Angreifer nur das Ende der Kanonade abwarten mussten, um anschließend Hornberg erobern zu können. Diese Erklärung geht zurück auf den Pfarrer Konrad Kaltenbach, der sie in den Nummern 3, 4 und 5 der Heimatklänge aus alter und neuer Zeit, einer Beilage zur Freiburger Tagespost aus dem Jahr 1915, beschreibt und sich auf historische Quellen beruft (Villinger Chronik 1495–1533). Dort findet sich der recht glaubwürdige Augenzeugenbericht, dass von rund hundert Schuss des schweren Geschützes der Hornberger nur zwei gefährlich waren und die anderen über den Berg hinweg gingen:

„Und do es ward umb die finffe nachmittag, do fing der uff dem hindern schlos an zů schiesen under unssern huffen, das die escht ab den bomen sprutzten; doch schoss er nit uber zwen schutz gefarlich, die andern ginen all uber die berg hinuß, ob dye hundertt schutz. Allso kam die bottschafft hinuß, die statt und das åin schloss hettend uffgeben.“

### Andere Versionen
Anfang des 18. Jahrhunderts soll es bei einem Freischießen in Hornberg derartige Unstimmigkeiten über den Ablauf gegeben haben, dass nach und nach alle Schützen das Fest verließen und das geplante Schießen schließlich entfiel.

## Verwendung in der Literatur
Bereits Friedrich Schiller schreibt in seinem Werk Die Räuber (Erstausgabe 1781) im ersten Akt: „Da ging’s aus wie’s Schießen zu Hornberg und mussten abziehen mit langer Nase.“
Thomas Mann formuliert in seiner Erzählung Herr und Hund (1918): „Es kann aber auch sein, daß das Ganze, nach allen Veranstaltungen und Umständlichkeiten, ausgeht wie das Hornberger Schießen und still im Sande verläuft.“
Hannah Arendt verwendet die Redensart in ihrem Buch Macht und Gewalt (1970): „Dennoch braucht diese Situation nicht zur Revolution zu führen. Sie kann erstens mit Konterrevolution, der Errichtung von Diktaturen enden und sie kann zweitens ausgehen wie das Hornberger Schießen: es braucht überhaupt nichts zu geschehen.“